# Stadthosbach
Stadthosbach ist ein Stadtteil von Sontra im nordhessischen Werra-Meißner-Kreis.

## Geographische Lage
Das Dorf liegt etwa 4,2 km nordwestlich der Kernstadt von Sontra in den Ostausläufern des Stölzinger Gebirges. Durchflossen wird es vom Hosbach. Im Ort treffen sich die Landesstraße 3459 und die Kreisstraße 28.

## Geschichte

### Ortsgeschichte
Die älteste bekannte schriftliche Erwähnung von Stadthosbach erfolgte unter dem Namen Stathaspach im Jahr 1346. Damals gehörte der Ort zum hessischen Amt Sontra. Kirchlich ist Stadthosbach seit Jahrhunderten mit Thurnhosbach verbunden, wie Belege aus den Jahren 1585, 1747 und 1782 zeigen. Stadthosbach war im Verlaufe der Zeit im Besitz verschiedener Adelsfamilien. Das halbe Dorf war 1422 Lehen derer von Tadelhausen, die andere Hälfte derer von Berneburg. 1436–1471 besaßen die von Welda, nach deren Aussterben 1477 und bis 1768 die von Hundelshausen die Hälfte als hessisches Lehen. 1805 gehörten sie den von Frankenberg. Anteil hatten auch die von Biedenfeld und 1585 auch die von Stein. Ab 1818 gehörte der Ort zum Amt Bischhausen.
Hessische Gebietsreform (1970–1977)
Im Zuge der Gebietsreform in Hessen wurde die Gemeinde Stadthosbach zum 1. August 1972 kraft Landesgesetz in die Stadt Sontra eingegliedert. Für Stadthosbach, wie für alle bei der Gebietsreform eingegliederten Gemeinden, wurde ein Ortsbezirk mit Ortsbeirat und Ortsvorsteher nach der Hessischen Gemeindeordnung gebildet.

### Verwaltungsgeschichte im Überblick
Die folgende Liste zeigt die Staaten und Verwaltungseinheiten, denen Stadthosbach angehört(e):
- vor 1567: Heiliges Römisches Reich, Landgrafschaft Hessen, Amt Sontra
- ab 1567: Heiliges Römisches Reich, Landgrafschaft Hessen-Kassel, Amt Sontra
  - 1627–1834: Landgrafschaft Hessen-Rotenburg (sogenannte Rotenburger Quart), teilsouveränes Fürstentum unter reichsrechtlicher Oberhoheit der Landgrafschaft Hessen-Kassel bzw. des Kurfürstentums Hessen, Amt Sontra
- ab 1806: Landgrafschaft Hessen-Kassel, Rotenburger Quart, Amt Sontra
- 1807–1813: Königreich Westphalen, Departement der Werra, Distrikt Eschwege, Kanton Sontra
- ab 1815: Kurfürstentum Hessen, Amt Sontra[8]
- ab 1818: Kurfürstentum Hessen, Amt Bischhausen
- ab 1821/22: Kurfürstentum Hessen, Provinz Niederhessen, Kreis Eschwege[9][Anm. 2]
- ab 1848: Kurfürstentum Hessen, Bezirk Eschwege
- ab 1851: Kurfürstentum Hessen, Provinz Niederhessen, Kreis Eschwege
- ab 1867: Königreich Preußen, Provinz Hessen-Nassau, Regierungsbezirk Kassel, Kreis Eschwege
- ab 1871: Deutsches Reich, Königreich Preußen, Provinz Hessen-Nassau, Regierungsbezirk Kassel, Kreis Eschwege
- ab 1918: Deutsches Reich, Freistaat Preußen, Provinz Hessen-Nassau, Regierungsbezirk Kassel, Kreis Eschwege
- ab 1944: Deutsches Reich, Freistaat Preußen, Provinz Kurhessen, Landkreis Eschwege
- ab 1945: Amerikanische Besatzungszone, Groß-Hessen, Regierungsbezirk Kassel, Landkreis Eschwege
- ab 1946: Amerikanische Besatzungszone, Hessen, Regierungsbezirk Kassel, Landkreis Rotenburg
- ab 1949: Bundesrepublik Deutschland, Hessen, Regierungsbezirk Kassel, Landkreis Rotenburg
- ab 1972: Bundesrepublik Deutschland, Hessen, Regierungsbezirk Kassel, Landkreis Eschwege, Stadt Sontra[Anm. 3]
- ab 1974: Bundesrepublik Deutschland, Hessen, Regierungsbezirk Kassel, Werra-Meißner-Kreis, Stadt Sontra

## Bevölkerung

### Einwohnerstruktur 2011
Nach den Erhebungen des Zensus 2011 lebten am Stichtag dem 9. Mai 2011 in Stadthosbach 72 Einwohner. Darunter waren keine Ausländer.
Nach dem Lebensalter waren 6 Einwohner unter 18 Jahren, 30 zwischen 18 und 49, 18 zwischen 50 und 64 und 15 Einwohner waren älter. Die Einwohner lebten in 33 Haushalten. Davon waren 12 Singlehaushalte, 6 Paare ohne Kinder und 9 Paare mit Kindern, sowie 6 Alleinerziehende und keine Wohngemeinschaften. In 6 Haushalten lebten ausschließlich Senioren und in 18 Haushaltungen lebten keine Senioren.

### Einwohnerentwicklung
| • 1585: | 20 Haushaltungen |
| • 1747: | 24 Haushaltungen |

| Stadthosbach: Einwohnerzahlen von 1834 bis 2020 | Stadthosbach: Einwohnerzahlen von 1834 bis 2020 | Stadthosbach: Einwohnerzahlen von 1834 bis 2020 | Stadthosbach: Einwohnerzahlen von 1834 bis 2020 | Stadthosbach: Einwohnerzahlen von 1834 bis 2020 |
| --- | ----------------------------------------------- | ----------------------------------------------- | ----------------------------------------------- | ----------------------------------------------- |
| Jahr |                                                 |                                                 |                                                 | Einwohner                                       |
| 1834 | 1834                                            |                                                 | 180                                             | 180                                             |
| 1840 | 1840                                            |                                                 | 190                                             | 190                                             |
| 1846 | 1846                                            |                                                 | 194                                             | 194                                             |
| 1852 | 1852                                            |                                                 | 175                                             | 175                                             |
| 1858 | 1858                                            |                                                 | 163                                             | 163                                             |
| 1864 | 1864                                            |                                                 | 154                                             | 154                                             |
| 1871 | 1871                                            |                                                 | 132                                             | 132                                             |
| 1875 | 1875                                            |                                                 | 126                                             | 126                                             |
| 1885 | 1885                                            |                                                 | 111                                             | 111                                             |
| 1895 | 1895                                            |                                                 | 113                                             | 113                                             |
| 1905 | 1905                                            |                                                 | 115                                             | 115                                             |
| 1910 | 1910                                            |                                                 | 120                                             | 120                                             |
| 1925 | 1925                                            |                                                 | 130                                             | 130                                             |
| 1939 | 1939                                            |                                                 | 112                                             | 112                                             |
| 1946 | 1946                                            |                                                 | 191                                             | 191                                             |
| 1950 | 1950                                            |                                                 | 185                                             | 185                                             |
| 1956 | 1956                                            |                                                 | 135                                             | 135                                             |
| 1961 | 1961                                            |                                                 | 124                                             | 124                                             |
| 1967 | 1967                                            |                                                 | 129                                             | 129                                             |
| 1970 | 1970                                            |                                                 | 124                                             | 124                                             |
| 1980 | 1980                                            |                                                 | ?                                               | ?                                               |
| 1987 | 1987                                            |                                                 | 90                                              | 90                                              |
| 2000 | 2000                                            |                                                 | ?                                               | ?                                               |
| 2011 | 2011                                            |                                                 | 72                                              | 72                                              |
| 2015 | 2015                                            |                                                 | 64                                              | 64                                              |
| 2020 | 2020                                            |                                                 | 61                                              | 61                                              |
| Datenquelle: Historisches Gemeindeverzeichnis für Hessen: Die Bevölkerung der Gemeinden 1834 bis 1967. Wiesbaden: Hessisches Statistisches Landesamt, 1968. Weitere Quellen: ; Stadt Sontra:; Zensus 2011 |                                                 |                                                 |                                                 |                                                 |

### Historische Religionszugehörigkeit
| • 1885: | 111 evangelische (= 100 %) Einwohner                               |
| • 1961: | 104 evangelische (= 83,87 %), 20 katholische (= 16,13 %) Einwohner |

## Kultur und Sehenswürdigkeiten
Kirche

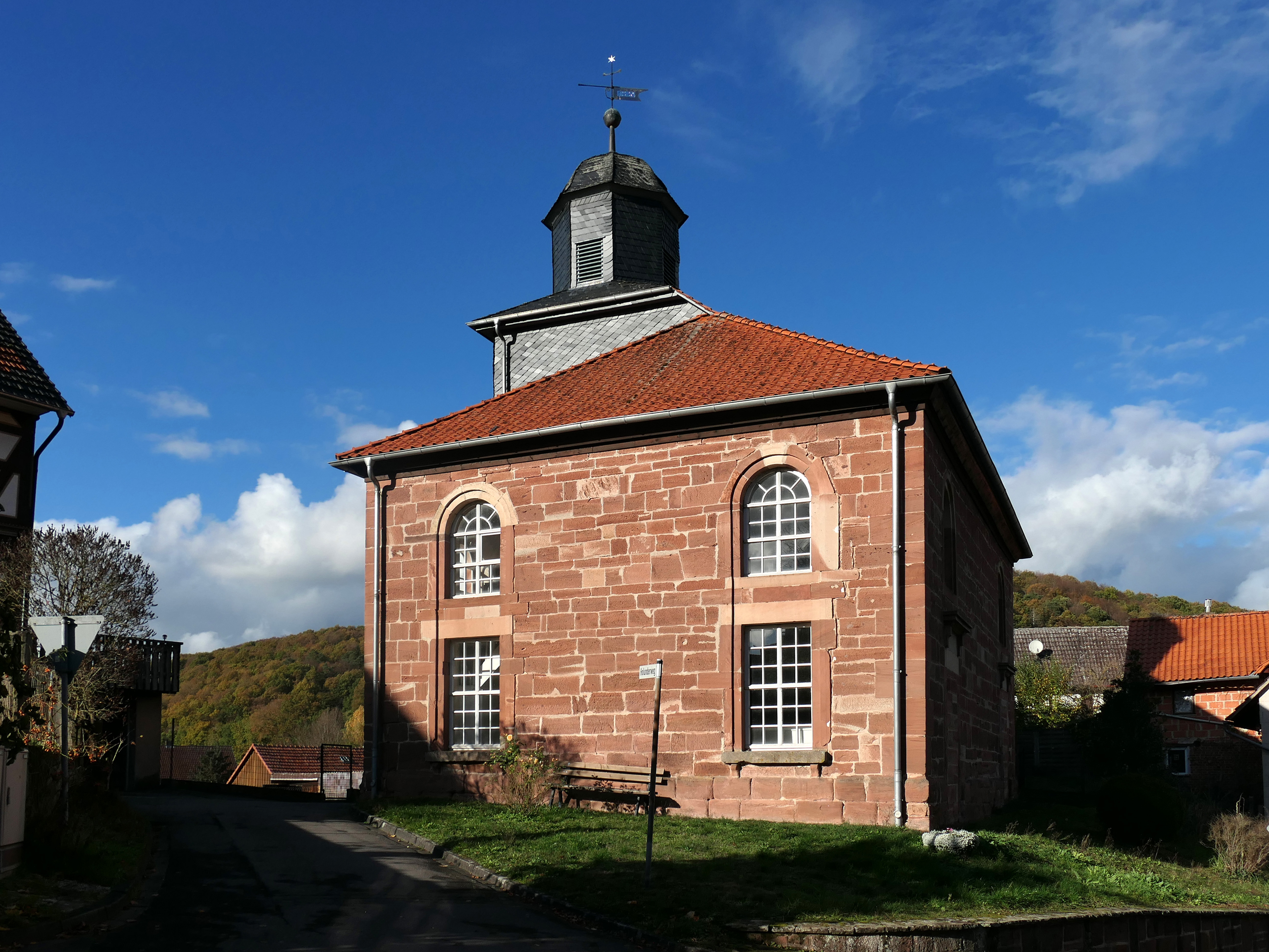
Die Evangelische Kirche von Süden

Die Evangelische Kirche wurde in den Jahren von 1829 bis 1830 nach den Plänen Mattheis errichtet. Johann Friedrich Matthei (* 1790; † 1874) war in der damaligen Provinz Niederhessen seit den 1820er Jahren als kurfürstlicher Landbaumeister in den Landkreisen Eschwege und Witzenhausen tätig. Für den erhöht liegenden Platz, auf dem auch schon vorher eine Kirche stand, entwarf er ein kubisches Gebäude im klassizistischen Stil. Es war nahezu baugleich mit der Kirche in Küchen die kurz zuvor, in den Jahren von 1827 bis 1928, nach seiner Konzeption entstand. Im Inneren sind die Kirchenbänke im Erdgeschoss und auf der Empore halbkreisförmig und ansteigend um den Altar angeordnet. Hinter dem Altar, an der rückwärtigen Längswand, steht die Kanzel mit einem Sakristeiunterbau. Geprägt wird der Raum auch von den vier dorischen Säulen, die die Empore stützen und von den beiden Säulen mit Palmenkapitellen im Obergeschoss. Die Orgel wurde um 1770 von Johann Wilhelm Schmerbach dem Älteren (* 1726; † 1787) aus dem nordhessischen Frieda erbaut.

Wegen ihrer künstlerischen, geschichtlichen und städtebaulichen Bedeutung ist die Dorfkirche ein geschütztes Kulturdenkmal.